# Francisco Cutanda y Domero
Francisco Cutanda y Domero ( Madrid, 1807 - íd. 16 de enero de 1875 ) fue un escritor y abogado español.

## Biografía
Fue abogado,  jurisconsulto y funcionario. Ingresó en 1861 en la Real Academia Española con el discurso El epigrama en general, y en especial el español. Usó el seudónimo El de la navaja y escribió sátiras en tercetos como La navaja y La lisonja. Tiene una novela de 1860 (Historia de un bribón dichoso ) y un ensayo sobre la obra de su amigo Severo Catalina del Amo.

## Obras
- La navaja; sátira 1856
- La lisonja: sátira 1858.
- Historia de un bribón dichoso: novela original 1860.
- El epigrama en general, y en especial el español. (Discurso de ingreso en la Real Academia Española) Madrid: M. Rivadeneyra, 1861.
- Doña Francisca, el portento de la caridad: datos, lanzas y sucesos... 1869.
- Estudio sobre la posibilidad y la utilidad de clasificar metódicamente las palabras de un idioma; preliminares para la ejecución de este pensamiento; y observaciones concretas en la clasificación de los verbos radicales castellanos. (Discurso leído en la sesión pública inaugural de 1869 de la Academia Española) . Madrid, Imprenta y Estereotipía de M. Rivadeneyra, 1869.
- El teatro de los ciegos: nuevo y muy sencillo sistema 1873.
- Noticia de la vida y de las principales obras literarias de D. Severo Catalina , 1873
- Carta de Francisco Cutanda en el Director del Teatro Apolo 1873.